# قلعه ساسانومارو
قلعه ساسانومارو (به ژاپنی: 篠ノ丸城 ささのまるじょう)، یک قلعه ژاپنی بود که در یاماساکی، هیوگو، ناحیه شیسو، هیوگو، امروزه در استان هیوگو در ژاپن واقع شده بود. همچنین نظریه ای وجود دارد که این قلعه کوهستانی است که کورودا یوشیتاکا در سال ۱۵۸۰ وارد آن شد (تنشو ۸). در مطالب تاریخی در ارتباط با خاندان کورودا این مطلب دیده می‌شود.